# Волнат-Парк (Каліфорнія)
Волнат-Парк (англ. Walnut Park) — переписна місцевість (CDP) в США, в окрузі Лос-Анджелес штату Каліфорнія. Населення — 15 214 особи (2020).

## Географія
Волнат-Парк розташований за координатами 33°58′6″ пн. ш. 118°13′19″ зх. д. / 33.96833° пн. ш. 118.22194° зх. д. (33.968232, -118.221972).  За даними Бюро перепису населення США в 2010 році переписна місцевість мала площу 1,94 км², уся площа — суходіл.

## Демографія
Згідно з переписом 2010 року, у переписній місцевості мешкало 15 966 осіб у 3612 домогосподарствах у складі 3161 родини. Густота населення становила 8244 особи/км².  Було 3744 помешкання (1933/км²).
Расовий склад населення:
| - 56,7 % — білих - 1,7 % — корінних американців - 0,6 % — азіатів - 0,4 % — чорних або афроамериканців - 37,3 % — осіб інших рас |

До двох чи більше рас належало 3,3 %. Частка іспаномовних становила 97,4 % від усіх жителів.
За віковим діапазоном населення розподілялося таким чином: 29,7 % — особи молодші 18 років, 62,2 % — особи у віці 18—64 років, 8,1 % — особи у віці 65 років та старші. Медіана віку мешканця становила 30,2 року. На 100 осіб жіночої статі у переписній місцевості припадало 101,5 чоловіків;  на 100 жінок у віці від 18 років та старших — 101,3 чоловіків також старших 18 років.
Середній дохід на одне домашнє господарство  становив 53 606 доларів США (медіана — 42 400), а середній дохід на одну сім'ю — 54 029 доларів (медіана — 43 030). Медіана доходів становила 29 860 доларів для чоловіків та 21 271 долар для жінок. За межею бідності перебувало 19,1 % осіб, у тому числі 28,0 % дітей у віці до 18 років та 14,7 % осіб у віці 65 років та старших.
Цивільне працевлаштоване населення становило 6748 осіб. Основні галузі зайнятості: виробництво — 20,7 %, освіта, охорона здоров'я та соціальна допомога — 14,7 %, роздрібна торгівля — 13,5 %.